# Margaret Harley
Lady Margaret Cavendish-Harley, duchessa di Portland (Welbeck Abbey, 11 febbraio 1715 – Bulstrode Park, 9 aprile 1785), è stata una nobildonna inglese, era la donna più ricca dell'Inghilterra del suo tempo.

## Biografia
Era una figlia del II conte di Oxford e Mortimer, bibliofilo, collezionista e mecenate delle arti, e l'ex moglie, Lady Henrietta Holles (1694-1755), l'unica figlia ed erede del I duca di Newcastle e di sua moglie, Lady Margaret Cavendish. Era la bis-bis-bis-bis nonna della regina Elisabetta II.
Crebbe a Wimpole Hall, nel Cambridgeshire, circondata da libri, dipinti, sculture e in compagnia di scrittori come Alexander Pope, Jonathan Swift e Matthew Prior, nonché aristocratici e politici.

## Matrimonio e discendenza
A 20 anni, l'11 luglio 1734, sposò il II duca di Portland. Ebbero sei figli:
- Lady Elizabeth Bentinck (1735-1825);
- Lady Henrietta Bentinck (1737-1827);
- William Henry Cavendish-Bentinck, III duca di Portland (1738-1809);
- Lady Margaret Bentinck (1740-1756);
- Lady Frances Bentinck (1742-1743);
- Lord Edward Charles Bentinck (1744-1819).

Dopo il suo matrimonio la sua collezione si arricchì, includendo le arti decorative e di storia naturale. La sua collezione naturale è stata la più grande e famosa del suo tempo, che includeva oggetti provenienti sia dalla Lapponia che dai mari del sud (lei frequentò James Cook e comprò conchiglie dal suo secondo viaggio attraverso i rivenditori).